# Gerald D. Fischbach

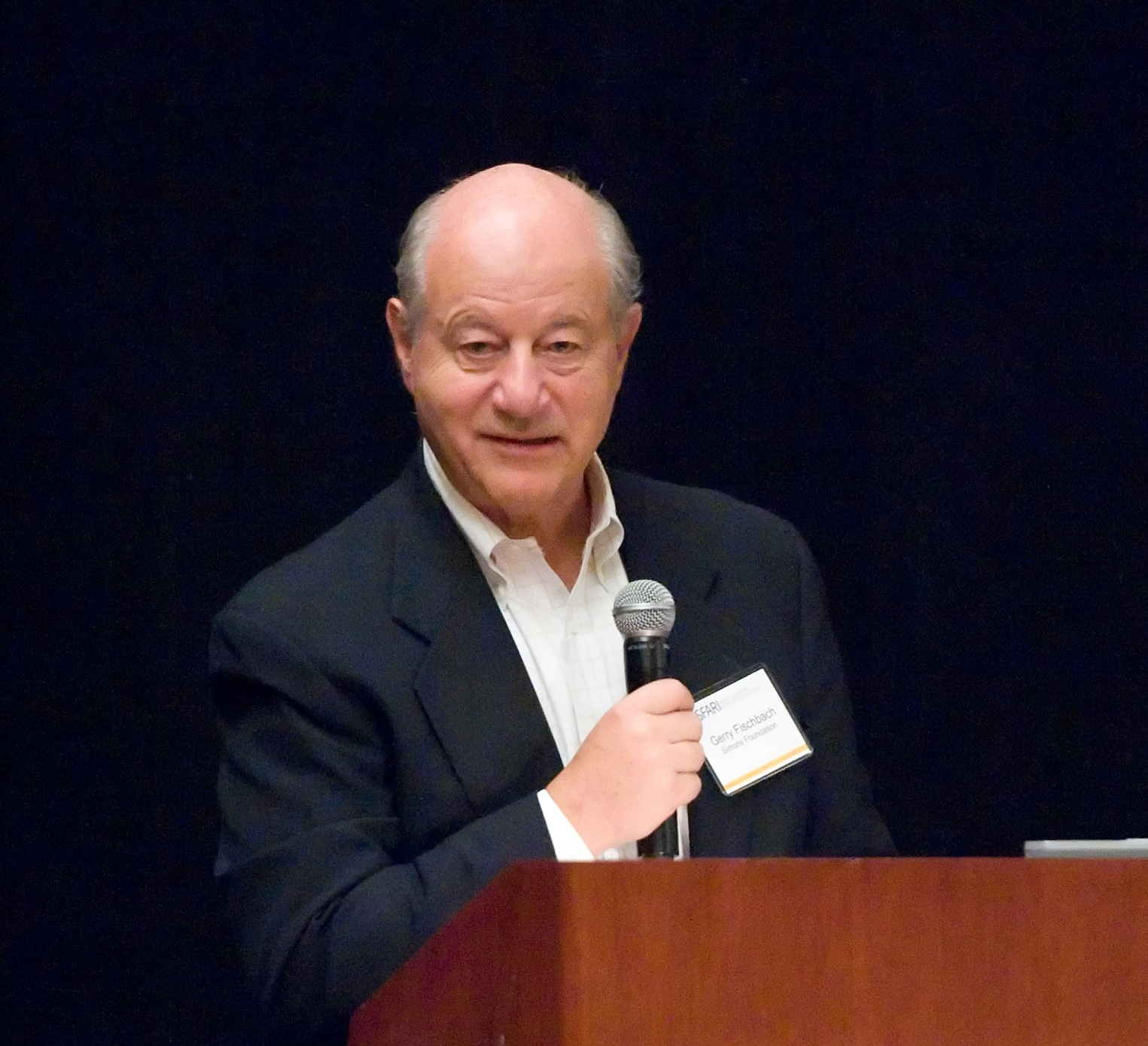
Gerald D. Fischbach (2011)

Gerald David „Gerry“ Fischbach (* 15. November 1938 in New Rochelle, New York) ist ein US-amerikanischer Neurowissenschaftler. Er befasste sich mit der Ausbildung von Synapsen auf molekularer Ebene.

## Leben und Wirken
Fischbach erwarb 1960 an der Colgate University einen Bachelor und 1965 an der Cornell University einen M.D. als Abschluss des Medizinstudiums. Nach Forschungsstellen am National Institute of Neurological Diseases and Stroke und am National Institute of Child Health erhielt Fischbach 1973 eine erste Professur (Associate Professor) für Pharmakologie an der Harvard University, 1978 eine ordentliche Professur. 1981 wechselte er an die Washington University in St. Louis School of Medicine, wo er den Lehrstuhl für Neurobiologie übernahm. 1990 wechselte er auf die gleiche Position an die Harvard Medical School und wurde gleichzeitig Fellow am Salk Institute, eine Stellung, die er bis 2010 behielt. Nach dreijähriger Position als Direktor des National Institute of Neurological Disorders and Stroke übernahm Fischbach 2001 das Amt des Vizepräsidenten und Dekans an der Columbia University. Seit 2006 ist er an der Simons Foundation, zunächst als Direktor von deren Autismus-Forschung, seit 2013 als Forschungsgruppenleiter (Chief Scientist and Fellow).
Gerald Fischbach untersuchte die Ausbildung und den Erhalt chemischer Synapsen. Er gilt als Pionier der Zellkultur von Nervenzellen, anhand der er die Physiologie, Morphologie und Biochemie von Synapsen zwischen Nervenzellen und zwischen Nervenzellen und Muskelzellen erforschte. Er konnte zeigen, dass an der motorischen Endplatte synaptische Tätigkeit beginnt, sobald der Wachstumskegel die Muskelzelle berührt, die vollständige Ausbildung der Verknüpfung aber mehrere Wochen braucht. Weitere wichtige Arbeiten Fischbachs befassten sich mit dem frühen Auftreten und der Regulation von Glutamat- und GABA-Rezeptoren in Rückenmark und Hippocampus sowie mit der zeitlichen Änderung von spannungsabhängigen Calciumkanälen während der Entwicklung von Neuronen. Jüngere Arbeiten konnten die Bedeutung von Neuregulin für die Anreicherung von Acetylcholinrezeptoren an der motorischen Endplatte zeigen. Es gibt Hinweise auf eine Bedeutung des Proteins für die Entwicklung des Gehirns und für das Auftreten bestimmter neuropsychiatrischer Störungen (siehe Neurobiologische Schizophreniekonzepte). Fischbach hat laut Google Scholar einen h-Index von 73 (Stand August 2025).
1984 wurde Fischbach in die National Academy of Sciences gewählt, 1988 in die American Academy of Arts and Sciences, 1990 in das Institute of Medicine, 1991 in die American Association for the Advancement of Science und die Europäische Akademie der Wissenschaften und Künste, 2003 in die American Philosophical Society. 1983/84 war er Präsident der Society for Neuroscience (SfN). 1981 erhielt er den W. Alden Spencer Award, 1998 den Neuronal Plasticity Prize der Ipsen-Stiftung. Fischbach hält Ehrendoktorwürden der Colgate University (2003), der Hallym University (Südkorea, 2008) und der Washington University in St. Louis (2015).